# Лэнгли, Сэмюэл Пирпонт
Сэмюэл Пирпонт Лэнгли (Ле́нгли англ. Samuel Pierpont Langley; 22 августа 1834, Роксбери, Массачусетс — 27 февраля 1906, Эйкен, Южная Каролина) — американский астроном, физик, изобретатель болометра и пионер авиации. 
Член Национальной академии наук США (1876), иностранный член Лондонского королевского общества (1895), член-корреспондент Парижской академии наук (1888).

## Биография
Окончил Бостонскую латинскую школу, был ассистентом в Обсерватории колледжа Гарварда, затем преподавал математику в Военно-морской академии США. В 1867 стал директором Обсерватории Аллегейни и профессором астрономии Западного Университета Пенсильвании, сегодня известного как Университет Питтсбурга, занимал этот пост до 1891 года, даже в то время, когда он уже стал третьим Секретарём Смитсоновского института в 1887. Лэнгли был основателем Смитсоновской астрофизической лаборатории.
В 1886 Лэнгли получил медаль Генри Дрейпера от Национальной академии наук за исследования в области физики солнца. Его публикация 1890 года о наблюдениях в инфракрасном спектре в Обсерватории Аллегейни в Питтсбурге совместно с Ф. Вери использовалась С. Аррениусом для первых расчётов парникового эффекта.

## Вклад в развитие авиации
Лэнгли вёл работу по созданию первого летательного аппарата тяжелее воздуха. Его модели летали, однако две его попытки совершить пилотируемый полёт окончились неудачно. Лэнгли начал экспериментировать с моделями самолётов с резиномотором и планёрами в 1887 году. Он построил «крутящуюся руку» (функциональный аналог аэродинамической трубы) и крупные летательные машины с небольшими паровыми двигателями.

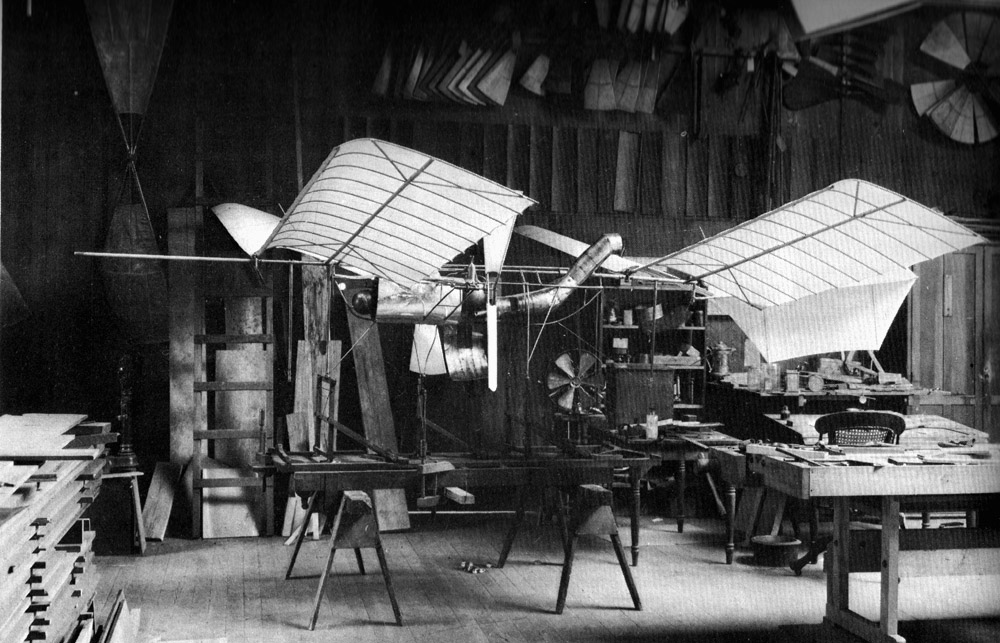
Модель Лэнгли в масштабе 1/4; она пролетела несколько сотен ярдов 8 августа 1903.

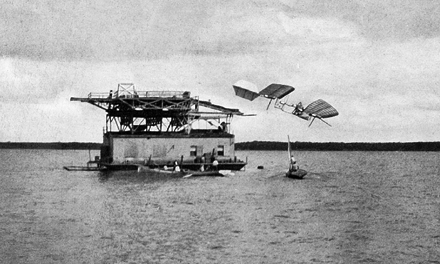
Первая неудача пилотируемого Аэродрома, Потомак, 7 октября 1903

Первый успех пришёл к нему 6 мая 1896, когда его непилотируемая Модель № 5 летела почти километр после запуска катапультой с лодки на реке Потомак. Несмотря на то, что этот полёт был неуправляемым (а это важный момент для развития авиации), историки авиации полагают, что это был первый в мире уверенный полёт оснащённого двигателем аппарата тяжелее воздуха. 11 ноября того же года его Модель № 6 пролетела более 1,5 километра. Эти полёты были стабильными и подъёмная сила была достаточной для полёта такого аппарата. В 1898 году, благодаря успехам своих экспериментов, Лэнгли получил грант вооружённых сил США в сумме 50 000 долл и 20 000 долл от Смитсоновского института на разработку пилотируемого самолёта, который он назвал «Аэродром» (от двух греческих слов, в переводе означающих «воздушный бегун»). Лэнгли принял на работу Чарльза М. Мэнли (1876—1927) в качестве инженера и лётчика-испытателя. Когда Лэнгли узнал от своего друга Октава Шанюта о успешных полётах планёра братьев Райт 1902 года, он предпринял попытку встретиться с ними, но они вежливо отказали ему.
В то время как полномасштабный Аэродром разрабатывался и строился, Стивен Бальцер строил двигатель внутреннего сгорания. Когда он не смог построить двигатель с нужными требованиями к мощности и весу, Мэнли завершил работу по двигателю. Этот двигатель имел гораздо большую мощность, чём двигатель первого самолёта братьев Райт (50 hp по сравнению с 12 hp). Двигатель, плод главным образом технической работы помощника Лэнгли, был, по всей видимости, главным вкладом этого проекта в авиацию.
В пилотируемом аппарате было два соединённых проволокой крыла (одно за другим). У него был хвост Пено для управления рысканием и тангажом, но не креном, имел крылья с положительным вертикальным углом, как и модели. В отличие от братьев Райт, аппарат которых мог взлетать только против сильного ветра и должен был приземляться на твёрдую землю, Лэнгли проводил испытания при штиле над поверхностью воды, на реке Потомак. Для запуска самолёта требовалась катапульта. Аппарат не имел шасси, самолёт должен был приземляться на воду после окончания полёта. Лэнгли оставил работу над проектом после двух крушений сразу после взлёта 7 октября и 8 декабря 1903 года. Во время первой попытки, по словам Лэнгли, крыло подрезала проволока, в результате чего самолёт свалился в Потомак; во время второй попытки аппарат разрушился сразу после того, как вылетел из катапульты (Hallion, 2003; Nalty, 2003). Мэнли оба раза благополучно был выловлен из реки. Газеты соревновались друг с другом в описании этих неудач.

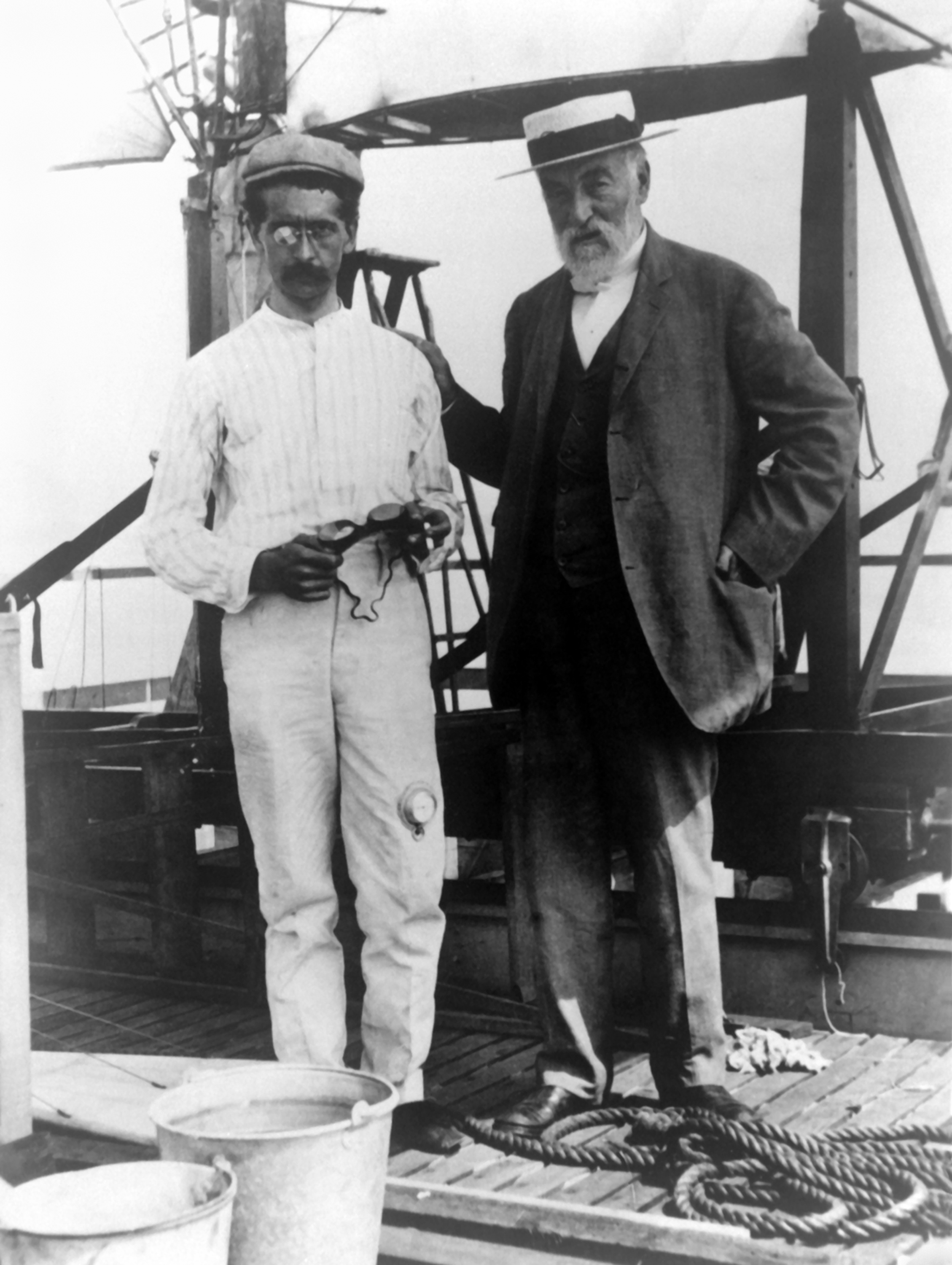
Мэнли и Лэнгли

После серьёзной модификации "Аэродром", пилотируемый Гленном Кёртиссом, совершил в 1914 году полёт длиной несколько сотен футов; с одной стороны, он пытался оспорить патент братьев Райт, а с другой — это была попытка Смитсоновского института оставить приоритет создания первого самолёта за Лэнгли. Тем не менее, суды поддержали патент. Полёт Кёртисса стал поводом для Смитсоновского института демонстрировать "Аэродром" в своём музее как «первый в мире пилотируемый самолёт, способный к стабильному свободному полёту». Фред Говард писал: «Это была самая настоящая ложь, но она подтверждалось мнением почтенного Смитсоновского института и со временем попала в журналы, исторические книги и энциклопедии, к большому разочарованию знакомых с фактами.» (Howard, 1987). Действия Смитсоновского института вызвали длящуюся десятилетиями вражду с живым братом Райт, Орвиллом.
Лэнгли не имел возможности использовать главное достижение братьев Райт — управление самолётом, а аппарат был слишком велик, чтобы пилот мог им управлять, меняя положение центра тяжести своего тела. Таким образом, если бы "Аэродром" полетел так же стабильно, как и модель до этого, Мэнли бы угрожала серьёзная опасность, когда неуправляемая машина стала бы снижаться, особенно, если бы она приземлилась бы не в реку, а на твёрдую поверхность.

## Память
В честь Сэмюэла Лэнгли названо множество объектов, связанных с авиацией, в том числе:
- Медаль Лэнгли
- НАСА Langley X-43A Hyper-X
- Исследовательский центр имени Лэнгли НАСА (NASA LaRC), Хэмптон (Вирджиния)
- Авиационная база Лэнгли
- Пик Лэнгли в Сьерра Невада
- Авианосец USS Langley (CV-1)
- Авианосец USS Langley (CVL-27)
- Единица измерения плотности солнечной энергии

В 1964 г. Международный астрономический союз присвоил имя Сэмюэла Лэнгли кратеру на видимой стороне Луны.